# Igor Gal
Pour les articles homonymes, voir Gal.
Igor Gal (né le 20 janvier 1983) est un footballeur croate évoluant au poste de défenseur central.